# Ilítia
Ilítia (em grego:  Ειλείθυια, Eileithyia) era a deusa dos partos e gestantes na mitologia grega protetora das mães durante o parto. Era chamada a filha de Hera por Homero e outros. Segundo Hesiodo era a filha de Zeus e Hera. Sua equivalente na mitologia romana é Lucina, que era considerada um aspecto de Juno.
Ela era uma deusa pre-olimpiana pré-helênica cujo culto parece ter se originado em Creta, onde ela é nomeada em textos escritos em Linear B. A Caverna de Ilítia em Amnisos, Creta, é uma dos seus locais.
Seu nome às vezes era usado no plural, referindo-se a um grupo de deusas, por Homero e outros. Estas Ilitias (plural em grego: Eileithyiai) poderiam incluir Hera e Artemis, outros deusas do parto com quem Ilitia era identificada.
Ela poderia apressar ou atrasar o parto. Quando Leto engravidou dos gêmeos Ártemis e Apolo, foi impedida por sua mãe Hera de intervir e abençoar o parto iminente. Todas as outras deusas assistiram Leto, que ficou em trabalho de parto por nove dias até que as deusas enviaram Íris para subornar Ilitia  com um colar de ouro para vir e permitir que os gêmeos nascessem.
Por ordem de Hera, Ilítia também atrasou o nascimento de Hércules, sentando-se com os dedos, braços e pernas cruzados do lado de fora do quarto de sua mãe, Alcmena. Ela fez isso depois que Zeus declarou que Argos seria governado pelo primeiro filho nascido na Casa de Perseu. Enquanto isso, Ilítia também apressou o nascimento de Euristeu, para que ele nascesse antes de Hércules e se tornasse rei de acordo com o decreto de Zeus.